# Hyalopomatus langerhansi
Hyalopomatus langerhansi är en ringmaskart som beskrevs av Ehlers 1887. Hyalopomatus langerhansi ingår i släktet Hyalopomatus och familjen Serpulidae. Inga underarter finns listade i Catalogue of Life.